# Chloris andropogonoides
Chloris andropogonoides är en gräsart som beskrevs av Eugène Pierre Nicolas Fournier. Chloris andropogonoides ingår i släktet kvastgrässläktet, och familjen gräs. Inga underarter finns listade i Catalogue of Life.